# Кизилкой
Кизилко́й (каз. Қызылқой) — село у складі Шетського району Карагандинської області Казахстану. Входить до складу Нураталдинського сільського округу.
Населення — 267 осіб (2021; 389 у 2009, 433 у 1999, 401 у 1989).
Національний склад станом на 1989 рік:
- казахи — 100 %.